# 路村营乡
路村营乡，是中华人民共和国河北省邯郸市磁县下辖的一个乡镇级行政单位。

## 行政区划
路村营乡下辖以下地区：
路村营村、路村店村、南郭村、常凝村、押涧村、圣水洼村、西田井村、东田井村、东武仕村、张家店村、于家店村、肖庄村、泥河村、下庄店村、下庄村、上庄村、徐家村、北郭村、九龙口村和合山村。